# Menrva

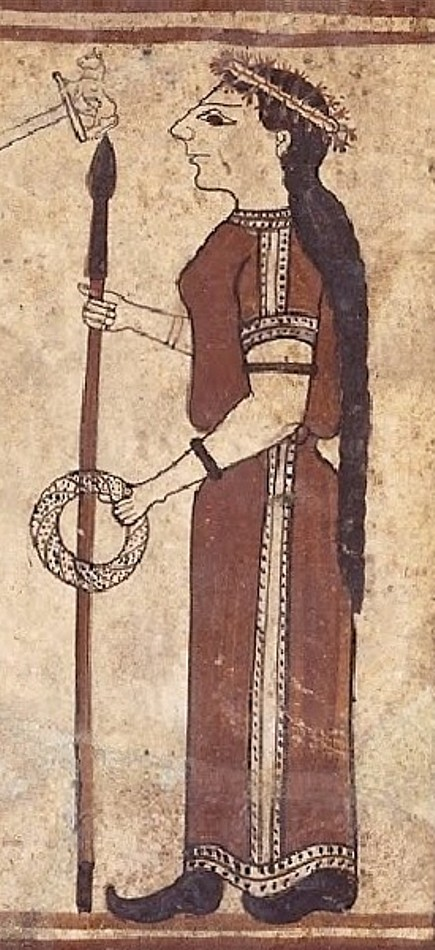
Menrva mit Speer beim Urteil des Paris auf einer der Boccanera-Platten (ca. 550 v. Chr.)

Menrva oder auch Menerva ist der Name einer etruskischen Göttin. Sie war eine der wichtigsten etruskischen Gottheiten und entspricht der römischen Minerva und der griechischen Athene.

## Namensherkunft und Schreibweise

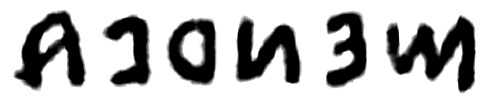
Inschrift MENRVA mit etruskischen Buchstaben von rechts nach links geschrieben

Der Name der Gottheit ist in Altitalien beheimatet. Man nimmt überwiegend an, dass er etruskischen Ursprungs ist und später von den Römern und anderen italischen Kulturen übernommen wurde. Nach anderer Auffassung stammt er aus dem Lateinischen und wurde dann in die etruskische Sprache übertragen. Zunächst lautete der etruskische Name Menerva und wurde auf der zweiten Silbe betont. Ab dem 5. Jahrhundert verschob man im Etruskischen häufig die Betonung auf die erste Silbe und verzichtete auf Binnenvokale, so dass sich der Name zu Menrva wandelte. In etruskischen Inschriften überwiegt die Schreibweise Menrva.

## Repräsentanz und Aspekte
Auf der etruskischen Bronzeleber von Piacenza, die alle etruskischen Blitzgötter aufzählt, ist ihr Name zwar nicht verzeichnet, aber die etruskische Menrva ist mit ziemlicher Sicherheit eine Blitzgöttin. Gelegentlich wird auch die auf der Bronzeleber vermerkte Göttin Tecum mit Menrva identifiziert. Bei den Römern war Minerva jedenfalls als eine der neun Gottheiten bekannt, die Blitze schleudern konnten. In der etruskischen Kunst wird sie auch mit einem Blitz und Flügeln dargestellt. Diese Attribute, die für eine Wettergottheit sprechen, unterscheiden sie von der griechischen Athene, weshalb ihr Kult nicht aus Griechenland stammen kann.

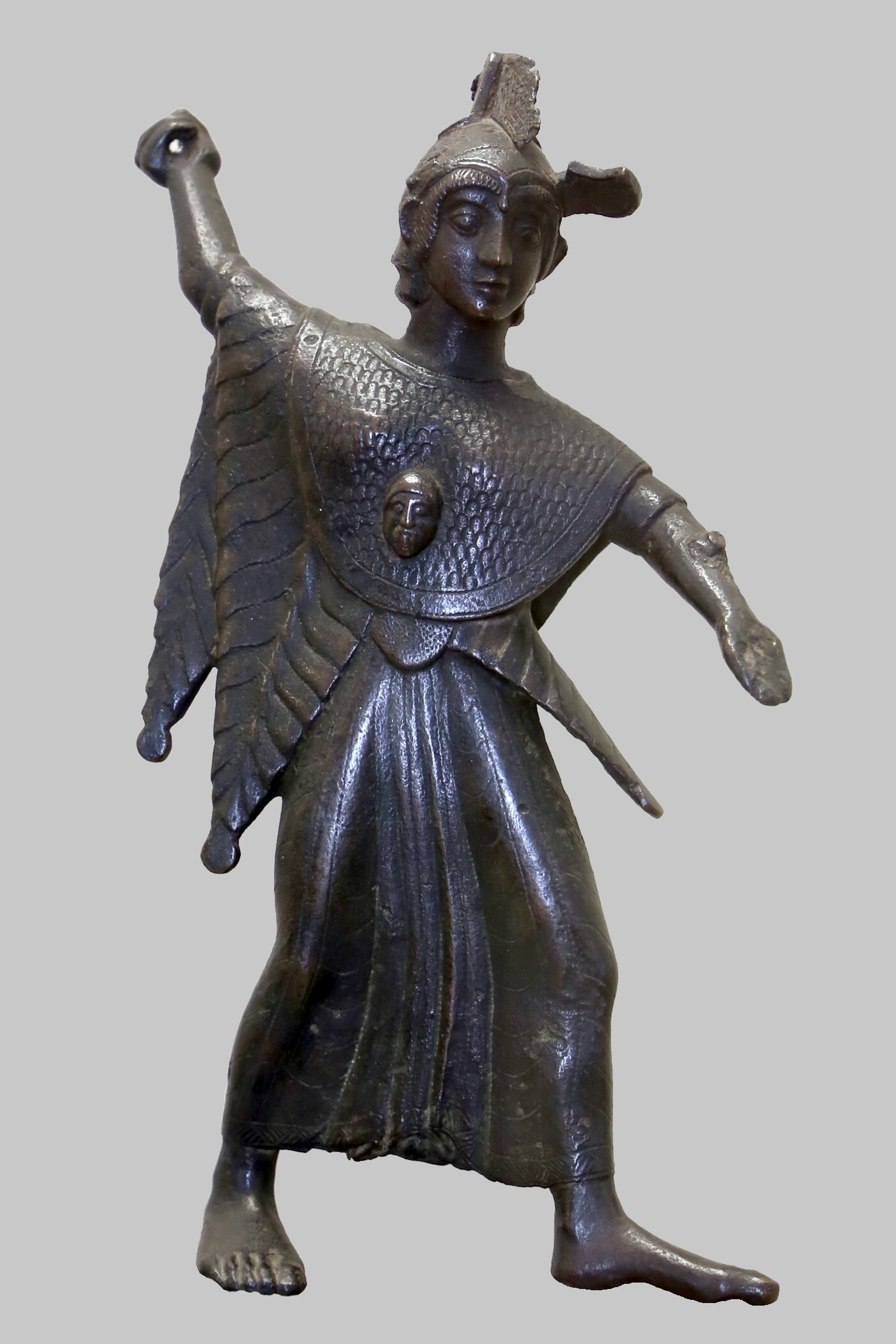
Menrva mit Helm, Brustpanzer und Gorgoneion (ca. 500 v. Chr.)

Die Etrusker betrachteten Athene als griechische Entsprechung ihrer Göttin und repräsentierten sie daher in der Kunst oft mit Attributen der Athene. Als Kriegsgöttin erscheint Menrva dann mit Helm, Schild, Speer, Tierfell (Aigis) und Brustpanzer. Oftmals ist das Gorgonenhaupt der Medusa (Gorgoneion) auf ihrem Oberkörper zu erkennen. In anderen Darstellungen trägt sie dagegen ein Kleid (Peplos) mit stilvollen Falten, ein Diadem oder auch Ohrringe. Nur ein Speer, ein Helm oder das Gorgoneion weisen sie noch als Kriegsgöttin aus. Es findet sich auch die Eule der Athene als Attribut der Menrva.
Menrva wurde in zahlreichen Heiligtümern verehrt, darunter der Tempel von Punta della Vipera auf dem Territorium der bedeutenden etruskischen Stadt Cisra (Cerveteri). Eine Terrakotta-Statue mit Helm und Inschriften auf Keramiken verweisen auf Menrva als maßgeblich Göttin des Heiligtums. Ein weiterer bekannter Kultort von Menrva war das Portonaccio-Heiligtum von Veio (Veji). Auch im Heiligtum von Vipsul (Faesulae) wurde sie mit ziemlicher Sicherheit verehrt. Ihre Votivstatuen finden sich in ganz Etrurien und auch in der Poebene und in Kampanien.

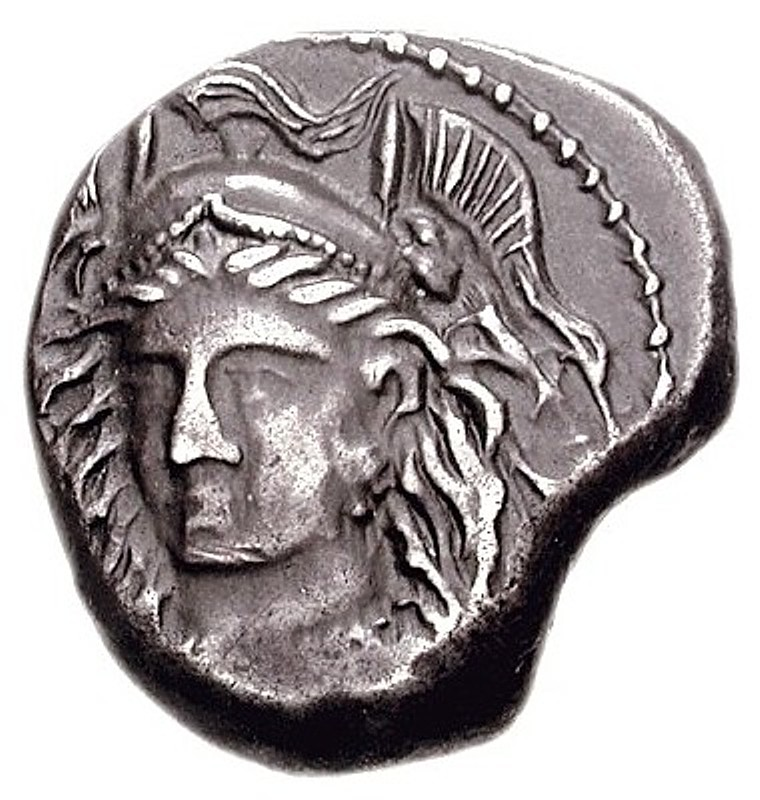
Menrva mit Helm auf einer Münze aus Populonia (3. Jahrhundert v. Chr.)

Menrva war auch eine Göttin der Gesundheit und Heilung. In ihren Heiligtümern wurden Terrakotta-Skulpturen in Form von Körperteilen als Votivgaben gefunden, was darauf hindeutet, dass ihre Anhänger glaubten, von ihr gingen Heilkräfte aus. Die Römer verehrten die Göttin in ihrer heilenden Funktion als Minerva Medica. Menrva war in ihren Heiligtümern wahrscheinlich auch als Orakel mit der Auslegung der Zeichen der Götter (Divination) befasst. Ihre Verbindung zur Prophetie zeigt auch ein Bronzespiegel, auf dem sie zusammen mit der wahrsagenden Lasa Vecu abgebildet ist.
Menrva trat auch als Behüterin von Kindern in Erscheinung. Ein bemerkenswerter Mythos handelt von den Maris-Babys, die auf zwei Bronzespiegeln abgebildet sind. In beiden Darstellungen scheinen die Babys, die alle Maris als ersten Namen tragen, unter der Anleitung von Menrva nacheinander in einer großen Amphore oder einem Krater zu verschwinden oder daraus hervorzukommen. Auf einem Spiegel hat Menrva eine Brust entblößt, was darauf hindeutet, dass sie die Babys stillen wird. Die Babys könnten neugeborene Götter sein, die von der Göttin und ihrem Gefolge beschützt und gepflegt werden. Die Szene kann nicht abschließend gedeutet werden, da dieser etruskische Mythos nicht überliefert ist. Auch die griechische Athene beschützt im Mythos Säuglinge.
Anders als Athene, die den Beinamen Parthenos für „die Jungfräuliche“ trägt, scheint Menrva Liebesbeziehungen eingegangen zu sein. Vieles deutet darauf hin, dass Hercle ihr Ehemann ist, also der Heros und spätere vergöttlichte Herakles. Beide erscheinen auf einem Spiegel in einer liebevollen Haltung und sind eindeutig anhand der Inschrift zu identifizieren. Weitere Spiegel lassen zumindest den Schluss zu, dass Menrva und Hercle als Liebespaar dargestellt sind. Auf einem Spiegel sind Menrva und Hercle mit einem Kind abgebildet, das an anderer Stelle den Namen Epiur trägt.
Die Etrusker übernahmen zahlreiche Motive aus den Mythenkreis um Athene. Auf einem Bronzespiegel wird Menrva wie Athene aus dem Kopf des höchsten Gottes Tinia (Zeus) geboren. Menrva ist wie Athene Beschützerin der Heroen Hercle (Herakles) und Perse (Perseus). Einer der beliebtesten griechischen Mythen in Etrurien war das Urteil des Paris, der als Elcsntre (Paris Alexandros) einen Schönheitswettbewerb zwischen Turan (Aphrodite), Uni (Hera) und Menrva (Athene) entscheiden musste. Die Szene findet sich auf mehreren Bronzespiegeln und auf zwei bemalten Wandtafeln aus Cerveteri, den Boccanera-Platten. Man erkennt Menrva an ihrem Helm bzw. Speer.
Im Gegensatz zur römischen Göttertrias aus Jupiter, Juno und Minerva, die man auf dem Kapitol in einem gemeinsamen Tempel verehrte, wurden die entsprechenden etruskischen Götter Tinia, Uni und Menrva weder zusammen als Dreiheit dargestellt noch gemeinsam verehrt.

## Bronzespiegel mit Menrva

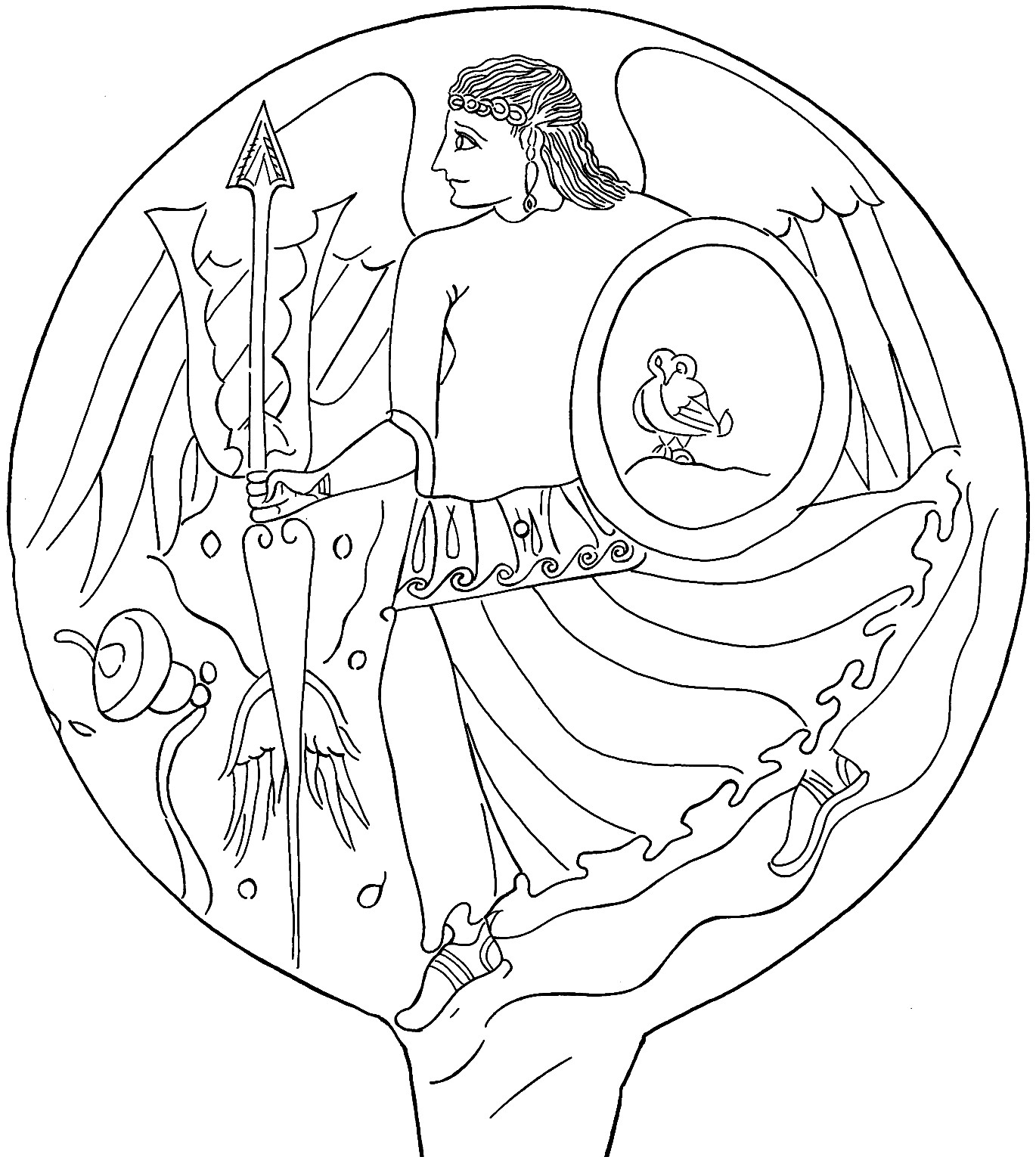
Menrva mit Flügel, Blitz, Schild und Eule (3. Jahrhundert v. Chr.)
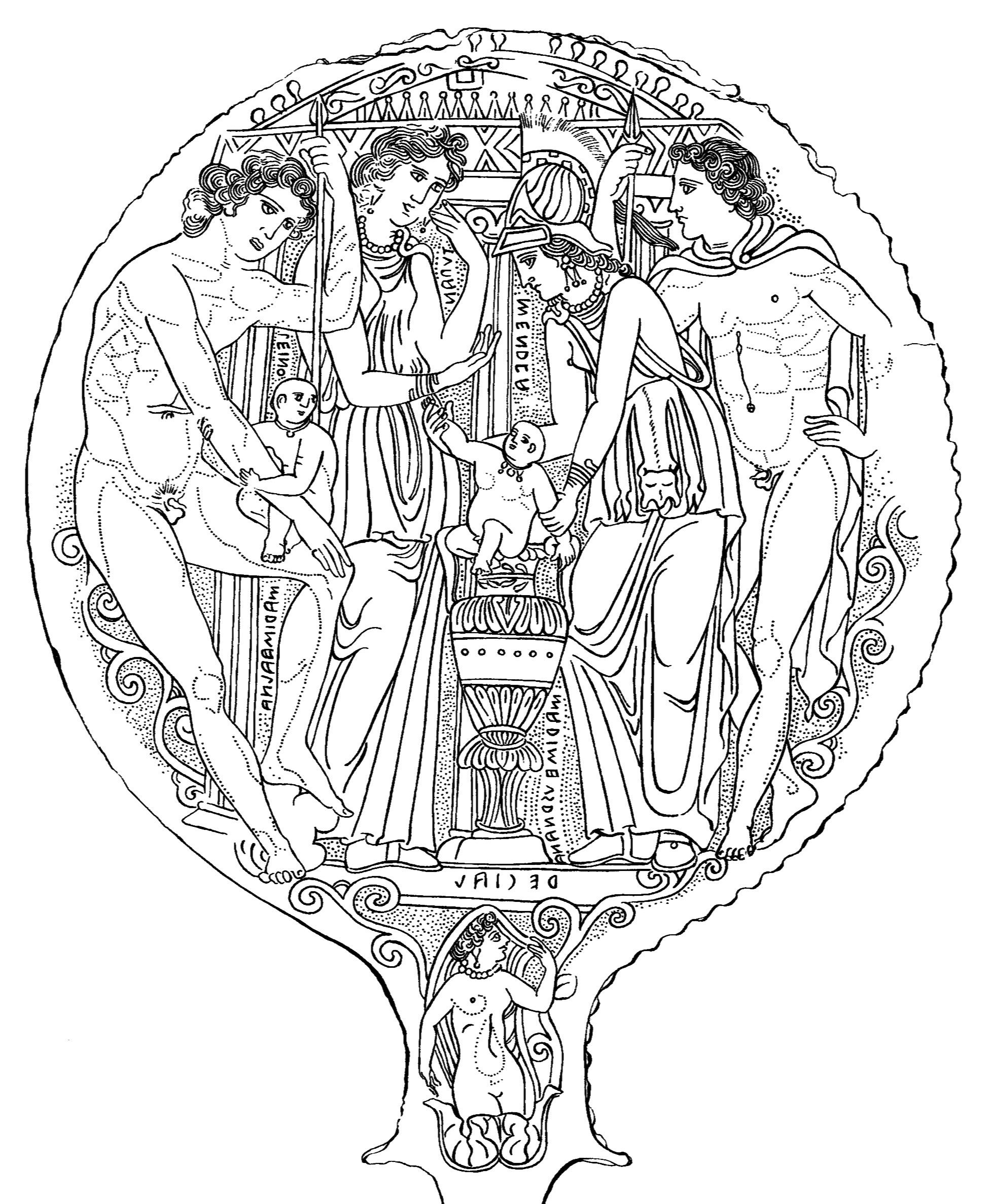
Menrva mit Helm, Tierfell und den Maris-Babys (325–300 v. Chr.)
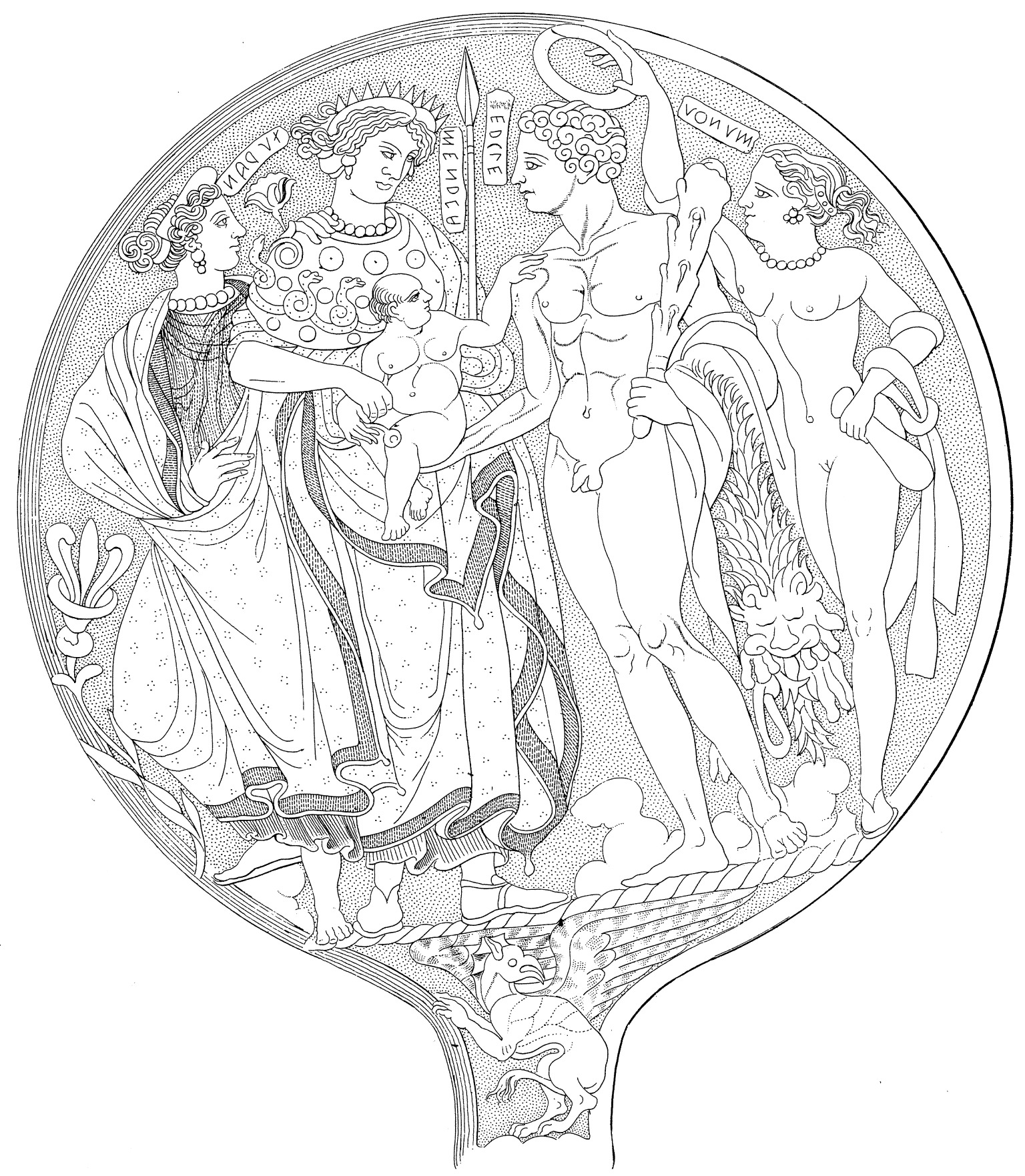
Menrva und Hercle zusammen mit einem Kind (350 v. Chr.)
Menerva wird aus dem Kopf von Tinia geboren (4. Jahrhundert v. Chr.)